# Body Talk Pt. 3
Body Talk Pt. 3 è un EP della cantante svedese Robyn, pubblicato nel 2010.

## Tracce
1. Indestructible – 3:41
2. Time Machine – 3:33
3. Call Your Girlfriend – 3:47
4. Get Myself Together – 3:41
5. Stars 4-Ever – 4:00